# أدريان فوربس
أدريان فوربس (بالإنجليزية: Adrian Forbes)‏ (23 يناير 1979 في المملكة المتحدة - ) هو لاعب كرة قدم بريطاني في مركز الوسط. شارك مع منتخب إنجلترا تحت 18 سنة لكرة القدم. أما مع النوادي، فقد لعب مع سوانزي سيتي وغريمسبي تاون ونادي بلاكبول ونادي لوتون تاون ونادي ميلوول ونورويتش سيتي ولوستوفت تاون ‏.

## وصلات خارجية
- أدريان فوربس على موقع قاعدة بيانات كرة القدم.إي يو (الإنجليزية)
- أدريان فوربس على موقع Soccerbase.com (لاعب) (الإنجليزية)